# Claudicație
Claudicația este crampa dureroasă apărută la nivelul gambei, de obicei în timpul mersului și care dispare după câteva minute de repaus; 
este determinată de o irigare insuficientă a mușchilor gambei. Este cauzată de ateroscleroza arterelor membrelor inferioare, respectiv de o insuficiență funcțională sau organică a circulației arteriale.

## Tratament
Blocantele receptorilor adrenergici alfa 1/alfa 2 sunt în mod obișnuit folosite pentru a trata efectele vasoconstricției asociate cu claudicația vasculară. Cilostazol (nume comercial: Pletal) este aprobat de FDA pentru claudicația intermitentă. Este contraindicat la pacienții cu insuficiență cardiacă, iar ameliorarea simptomelor poate să nu fie evidentă timp de două până la trei săptămâni.
Claudicația neurogenă poate fi tratată chirurgical prin decomprimarea spinală.

## Prognostic
Prognosticul pentru pacienții cu boală vasculară periferică cauzată de ateroscleroză este rezervat; pacienții cu claudicație intermitentă cauzată de ateroscleroză prezintă un risc crescut de deces din cauza bolii cardiovasculare (de exemplu, atac de cord), deoarece aceeași boală care afectează picioarele este adesea prezentă în arterele inimii.
Prognosticul pentru claudicația neurogenă este bun dacă cauza poate fi abordată prin intervenție chirurgicală.